# Афера концерну Volkswagen з маніпуляцією вихлопом

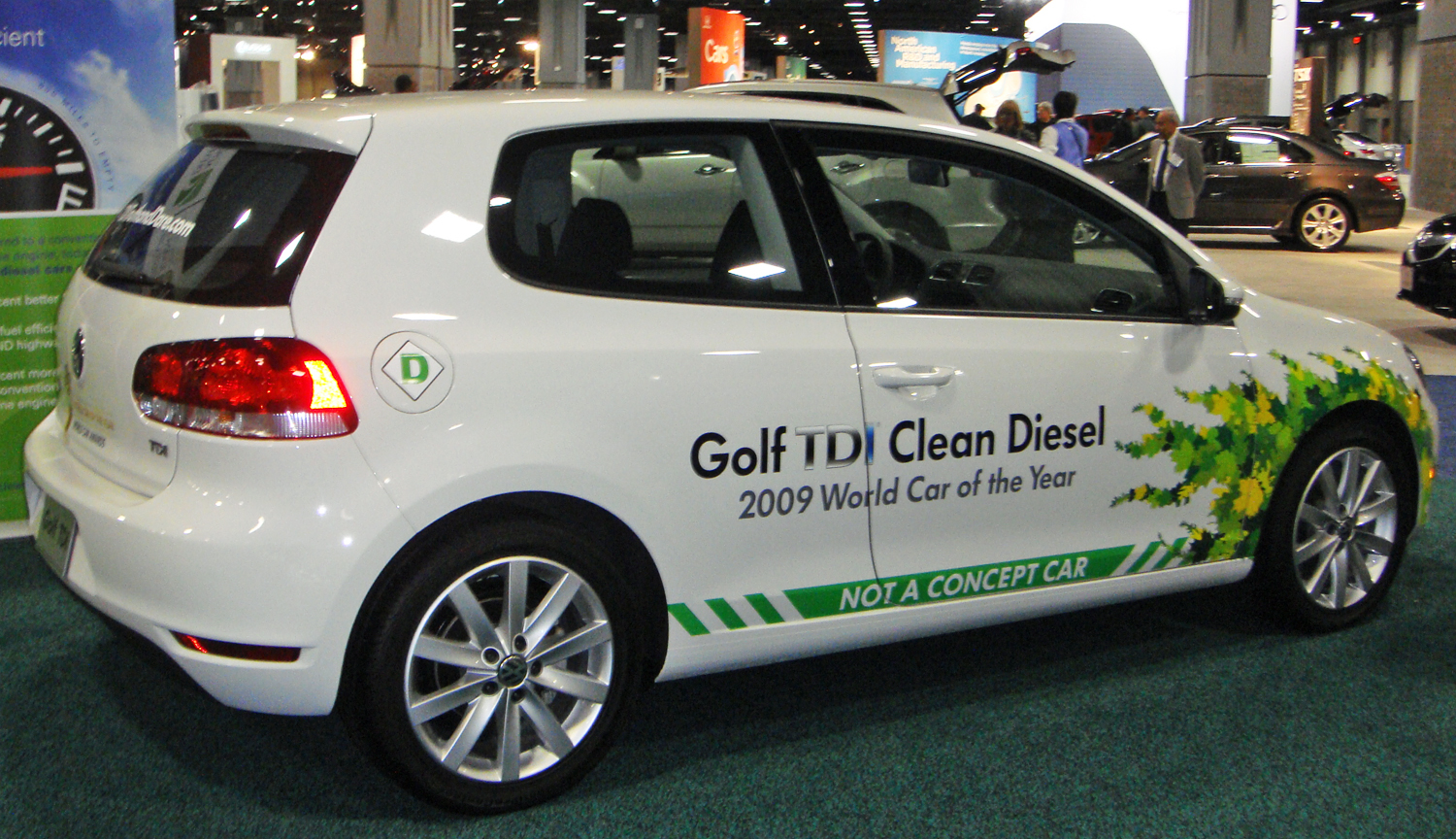
VW Golf Clean Diesel на автошоу в США, 2009

Афера з маніпуляцією вихлопом автомобілів концерну Volkswagen (також відома як «дизельний скандал», «дизельгейт», тощо; у німецьких ЗМІ нім. VW-Abgasaffäre, VW-Abgasskandal) — виявлення нелегально вмонтованого автовиробником програмного забезпечення в керуванні дизельних двигунів автомобілів концерну Volkswagen з метою обійти місцеві стандарти захисту середовища. Вмонтоване програмне забезпечення вмикало фільтри під час стендових перевірок, чим змінювало режим роботи двигуна, значно знижуючи рівень викиду шкідливих газів. При звичайній експлуатації двигуна під час руху пристрій вимикав фільтри і викиди шкідливих речовин багаторазово перевищували допустимі норми.
Маніпуляція охоплювала приблизно 11 млн автомобілів різних марок концерну з двигуном TDI, збудованих в 2008—2015 роках і проданих у всьому світі (у США продано 482 тис. автомобілів, у Німеччині приблизно 2,8 млн). Низькі викиди парникових газів в атмосферу були одним з основним пунктів рекламної стратегії Фольксвагену «Clean Diesel», за допомогою якої концерн намагався завоювати американський ринок, де легкові автомобілі з дизельним мотором охоплюють лише 3 % ринку, і обійти головного конкурента за світове лідерство в автобудівній галузі — концерн Toyota (на момент скандалу VW став найбільшим автовиробником світу).
Викриття махінації (вмикання-вимикання фільтрів) було оприлюднено 18 вересня 2015 року Агенцією з охорони довкілля США офіційним повідомленням концерну Volkswagen та прес-релізом для ЗМІ й одразу було визнано автовиробником. Продаж деяких моделей із модельного ряду 2015 року було припинено. Керівництво Volkswagen принесло свої вибачення клієнтам, погодилося всіляко сприяти розслідуванню і заявило, що проведе також власне внутрішнє розслідування.
Подія призвела до гучного міжнародного скандалу; концерн зазнав мільярдних збитків у вигляді штрафних санкцій та витрат на переробку вже проданих автомобілів; у відставку пішло чимало вищих менеджерів Volkswagen AG, на чолі з генеральним директором Мартіном Вінтеркорном. Постраждала репутація не тільки концерну VW і його турбодизельних двигунів, а й усієї галузі автобудування ФРН у цілому. Критики закидають керівництву концерну «кримінальну діяльність». Біржова ціна акції концерну Volkswagen за кілька днів упала на 40 %.

## Передісторія
- Згідно з часописом «Франкфуртер Альгемайне», перші рішення керівництва VW маніпулювати викидами за допомогою високотехнологічного програмного забезпечення припадають на 2005—2006 роки, коли концерном керував Бернд Пішетсрідер[2].
- У 2011 році неназваний механік концерну попереджав шефа відділу розробки двигунів Гайнца-Якоба Нойссера про нелегальну практику зловживання програмним пристроєм. Але той «не надав значення» попередженням свого підлеглого[7].
- Як стало відомо часопису Bild, уже під час внутрішнього розслідування Volkswagen з'явилися протоколи засідань топ-менеджерів та їхні електронні листи, з яких стало зрозуміло, що керівництво VW ще у 2007 році знало про маніпуляції з вихлопом. Volkswagen замовив генеральному підряднику фірмі Bosch розробити й змонтувати пристрій. Bosch виконав замовлення і попередив свого замовника, що цей пристрій «для тестових випробувань, а не для звичайної їзди» і що його використання в повсякденній практиці буде незаконним.

 — І як відреагував на вашого листа Volkswagen? — спитав кореспондент часопису представника Bosch.
 — У рамках ділових відносин із Volkswagen, ми зобов'язані зберігати конфіденційність — прозвучало у відповідь.

## Пристрій
Нелегальне програмне забезпечення в електронній системі автомобілів Фольксваген, яке агенція ЕРА назвала «defeat device», мало розпізнавати, рухається авто по дорозі чи перебуває на контрольному стенді під час перевірки. Якщо двигун працює на високих обертах, а авто не рухається, пристрій фіксує цей факт і вмикає фільтри.
Наприклад, у Passat'і для зниження викидів небезпечних оксидів азоту (NOx) застосовується каталізатор з уприскуванням розчину сечовини (AdBlue). Синтетична сечовина в автомобільних каталізаторах перетворює небезпечні оксиди азоту на нешкідливі азот і воду. Однак завдяки програмному забезпеченню під час повсякденного використання згаданих двигунів VW ця функція лишалася вимкненою. Сечовини вприскувалося замало або вона зовсім не вприскувалася. Очищення вихлопних газів потребувало б монтування в автомобілях більших за об'ємом баків для AdBlue або частіших, ніж зазвичай, звернень власників авто до сервісних центрів для заміни використаного розчину.
У VW Jetta каталітичний нейтралізатор побудований за принципом накопичення оксидів азоту на металевій поверхні зі сполук барію. Якщо каталізатор заповнений, він потребує очищення — регенерації. Але очищений каталізатор частково збільшує споживання пального та знижує потужність двигуна на виході.

## Автомобілі
У своєму прес-релізі від 18 вересня агентство EPA вказала такі моделі:
- Jetta (2009—2015)
- Jetta Sportwagen (2009—2014)
- Beetle (2012—2015)
- Beetle Convertible (2012—2015)
- Audi A3 (2010—2015)
- Golf (2010—2015)
- Golf Sportwagen (2015)
- Passat (2012—2015)

Загалом порушення були виявлені в автомобілях із двигуном типу EA-189 2.0l R4 TDI CR (2-літровий 4-циліндровий рядний двигун Turbodiesel Common Rail), який концерн поперше запровадив навесні 2008 року у США. Невдовзі з'ясувалося, що уражені також аналогічні двигуни об'ємом 1,2 і 1,6 л. У зверненні до преси від 22 вересня керівник марки Volkswagen Герберт Дісс визнав, що йдеться про моделі Golf VI, Passat VII, Tiguan I, VW Beetle та Audi A3.
Але невдовзі почали перелічувати також моделі масових марок SEAT (700 тис. двигунів), Škoda (1,2 млн двигунів), малі вантажні фургони (моделі Transporter, Caddy, Crafter, Amarok — загалом 1,8 млн) і навіть авто із зовсім іншого ринкового сегменту — моделі преміум-класу Audi A4, Audi A6, Audi Q3, Audi Q5 та Audi TT (загалом у Audi 2,1 млн модифікованих двигунів).

## Хроніка розслідування

### Німець Петер Мок та університет Вірджинії
Навесні 2014 року директор європейського інституту некомерційної неурядової «Міжнародної ради за чистий транспорт» (англ. International Council on Clean Transportation або ICCT) 34-річний хімік і доктор інженерних наук німець Петер Мок (Peter Mock) вирішив провести дослідження якості вихлопу з метою довести, що німецькі авто в США «чистіші», ніж у Європі, тому що в США діють значно суворіші екологічні норми. Мок із колегами-науковцями орендували для своїх досліджень у США по одному екземпляру VW Jetta (2012 р. випуску), VW Passat (2013 р.) та BMW X5. Передбачалося також узяти один Мерседес, але бажаної моделі на той момент у тому місці у лізинговій фірмі не знайшлося. Оскільки ICCT є невеликою організацією, вони попросили технічну допомогу в Університеті Західної Вірджинії. Університетський «Центр альтернативного пального, двигунів і емісії» мав відповідне устаткування — портативний PEMS-прилад (Portable Emission Measurement System), що вміщався в багажнику і за допомогою зонду стикувався з вихлопною трубою. PEMS показував склад відпрацьованих газів, вимірював швидкість руху, прискорення та температуру викидів.
ICCT протестував вибрані авто згідно офіційного каліфорнійського стандарту CARB. Авто проїхали різними маршрутами між штатами Каліфорнія й Вашингтон, в усіх можливих режимах: хай-вей, міськими вулицями, в умовах бездоріжжя, вгору і з гори. Усі авто були наперед перевірені на відсутність можливих дефектів двигуна й електроніки.
Спочатку, під час випробувань в умовах традиційного стендового тестування (цикл NEDC або NEFZ), усі авто показали дані в межах норми. Але в реальних шляхових умовах циклу WLTC у Jetta рівень викиду оксидів азоту (NOx) виявився в 15—35, а у Passat — у 5—20 разів вище гранично допустимого американськими законами.
— Ми не мали жодних підстав для підозр — сказав агенції «Bloomberg» співголова ICCT у США 63-річний Джон Герман — ми були певні, що авто «чисті». Це було звичайне рутинне випробування. Ідею висунув Мок. Метою було натиснути на автовиробників у Європі, щоб ті створювали екологічно чистіші машини. Вихлопні норми в Сполучених Штатах суворіші, Агентство EPA і Каліфорнійський CARB мають безперечний авторитет і досвід, і сильні у втіленні.
Ми супроводжували тест увесь час і були приголомшені одержаними даними. Ми питалися самі в себе: що ж, дідька лисого, там сталося?

Спочатку ми подумали про дефект у приладах і перевели авто в лабораторію для стандартних випробувань. Однак вона довела — жодних відхилень. Дані було справді неможливо тлумачити. Тому ми передали свій звіт Управлінню навколишнього середовища. Із нього пізніше й виріс один із найбільших автомобільних скандалів в історії.

### Американське агентство EPA
- Власні випробування двигунів Агентством з охорони навколишнього середовища США (EPA) тривали з грудня 2014 по січень 2015 року.
У цей час материнська марка концерну фірма Volkswagen втратила близько 7 % своєї долі ринку збуту, і Мартін Вінтеркон закликав менеджерів фірми «триматися курсу економії». Одночасно в грудні 2014 року в США концерн «добровільно» відкликав до фірмових сервісів півмільйона своїх авто під мотивом «юстування» двигунів.
- Після додаткових досліджень Агентство ЕРА в середині травня 2015 року проінформувало концерн, що його дизельні двигуни все одно значно перевищують установлені законами США норми. Агентство пригрозило концерну: якщо цей недолік не буде виправлено, моделі Фольксвагену не отримають американську ринкову ліцензію на 2016 рік.
- 3 вересня 2015 року — Фольксваген визнав перед Агентством ЕРА свої маніпуляції з вихлопом за допомогою програм. Однак замість того, щоб проінформувати широкий загал клієнтів та громадськість ad hoc, концерн продовжував утримувати режим мовчання.
- 19 вересня 2015 року, лише після офіційної заяви Агентства ЕРА про фальсифікацію, концерн визнав свою провину[6].

## Особи й наслідки

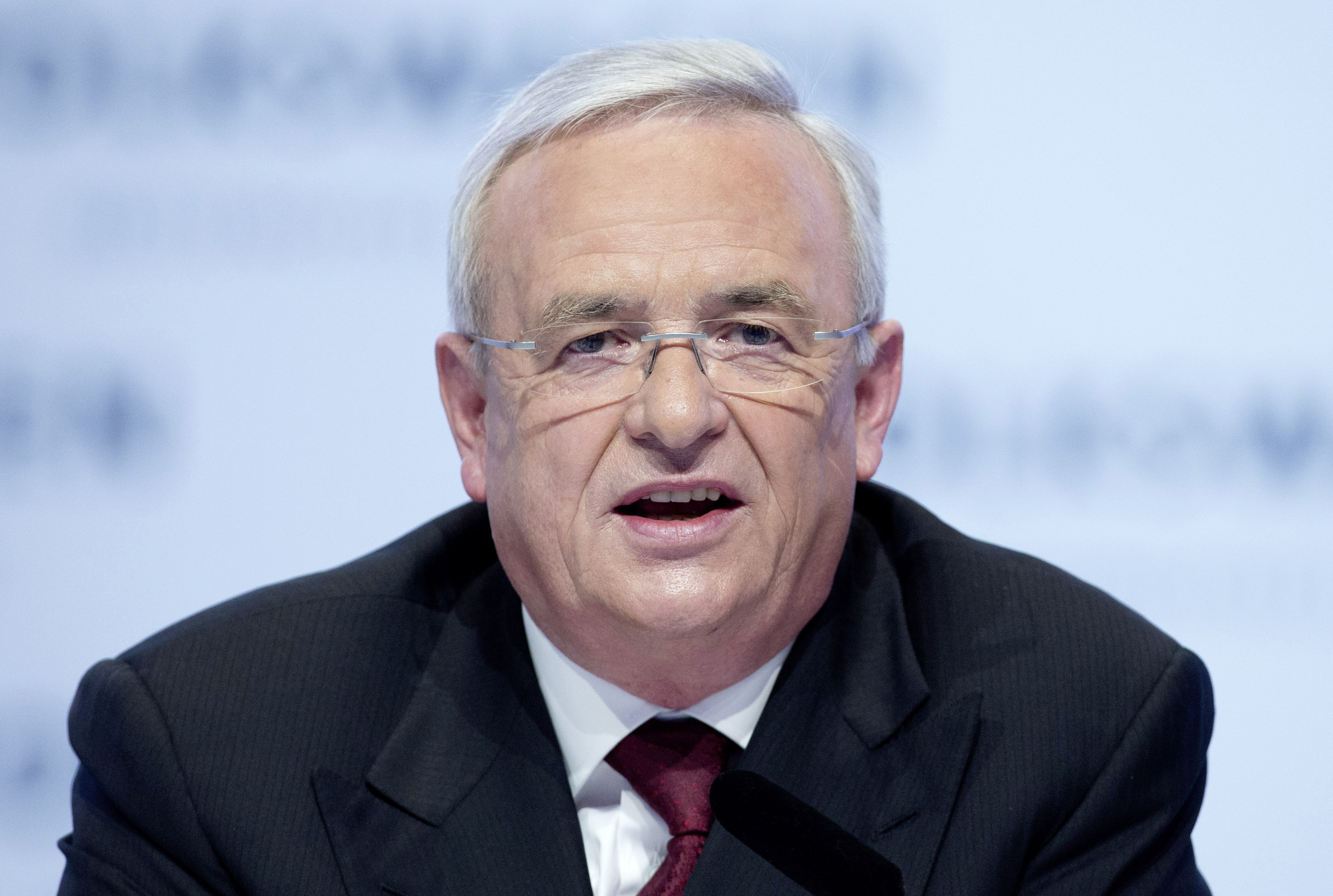
Мартін Вінтеркорн

Голова правління концерну Фольксваген Мартін Вінтеркорн виступив 22 вересня 2015 року по телебаченню з вибаченням та обіцянням все «швидко і прозоро розслідувати».
Пані та панове!
Виявлені в дизельних двигунах невідповідності суперечать всьому, на чому базується Фольксваген. Навіть я не маю на цей момент відповіді на всі питання. Але ми готові ретельно встановлювати причини. Тому в цей час все повинно бути викладено на стіл — швидко, ретельно й прозоро, наскільки це можливо. І над цим ми продовжуємо тісно співпрацювати з компетентними державними органами та установами…

Утім, заява Вінтеркорна не задовольнила фахову експертну аудиторію. Так, визнаний спеціаліст у справі автомобільного виробництва директор CAR-інституту університету Дуйсбург-Ессен профессор Фердинанд Дуденгьоффер у часописі Frankfurter Rundschau та під час «круглого столу» на телеканалі PHOENIX сказав, що неможливо, щоб Вінтеркорн (який в означені роки, крім правління, водночас очолював управління досліджень і розробок) не був в курсі справ.
Як безпосередньо відповідальний за дослідження й розробки, Вінтеркорн або знав про підтасовку, або він зовсім без поняття у сфері своєї компетенції… В обох випадках я б сказав, що Вінтеркорн на верхівці концерну непридатний.
З професором Дуденхьоффером солідаризувався експерт біржової й банківської справи, президент «Баварського фінансового центру» проф. Вольфганг Герке (Wolfgang Gerke), голова комітету захисту середовища Юрген Реш (Jürgen Resch) та інші учасники «круглого столу».
На думку Вольфганга Герке, ґрунтовний недолік закладений в саму систему концерну: в «закон Фольксвагену», де закріплені інтереси уряду Нідерзаксен та в усталеній практиці, коли ті самі люди пересідають з крісел дирекції до складу наглядової ради, — як це, наприклад, роблять представники династії Порше.
23 вересня 2015 року під тиском обставин та внаслідок термінового засідання Правління й Наглядової ради концерну Вінтеркорн був змушений подати у відставку. У своїй стислій промові він «взяв на себе відповідальність», але не визнав за собою персонально «будь-якої провини».
- Услід за Вінтеркорном у відставку пішли голови управління досліджень і розробок фірмових філій концерну: Ульріх Гаккенберг (Audi), Вольфганг Гатц (Porsche) і Гайнц-Якоб Нойссер (Volkswagen).
- Був звільнений з посади шеф американського відділення, Volkswagen Group USA, — Міхаель Горн.
- Директор зі збуту й маркетингу 47-річний Кристіан Клінглер був змушений залишити концерн «у рамках довгостроково запланованої перебудови та у зв'язку з розбіжностями у поглядах на бізнес-стратегію, з негайним вступом в силу»[19].
- Унаслідок чисельних судових позовів прокуратура Брауншвайга 28 вересня 2015 року відкрила кримінальне провадження проти тепер уже колишнього боса Фольксвагену М. Вінтеркорна за звинуваченням у шахрайстві[20].

28 червня 2016 року в пресі з'явилися повідомлення про виплату концерном 15 млрд дол. у США.
Із них 10 млрд піде на викуп авто й переоснащення їхніх двигунів, а 4,7 млрд отримають урядові організації.
Наслідком викупу компанією у приватних власників 335 тис. автомобілів стало утворення гігантських автостоянок у США, найбільша з яких перебуває на території каліфорнійського транспортного аеропорту у місті Вікторвілл (Каліфорнія). Згідно агенції Reuters, до 2017 року 13 тисяч з них було перепродано, 27 тисяч утилізовано.

## Арешти і вироки
- У січні 2017 року ФБР США арештувало у штаті Флорида високопосадового інженера концерну Джеймса Робера Ліанга (James Robert Liang)[25]. Суд йому присудив 40 місяців ув'язнення і 200 000 дол. штрафу. Німецький часопис Die Welt назвав вирок Ліангу «несподівано жорстким»[26].
- Олівер Шмідт (Oliver Schmidt), топ-менеджер і представник Фольксвагену у США, був заарештований на початку 2017 року по звинуваченню у змові і шахрайстві з вихлопом. Він відкинув звинувачення і зажадав лишитися на волі під заставу у 1,6 млн доларів, але суд йому відмовив. Після переговорів з американською прокуратурою в серпні 2017 року він усе ж визнав свою вину. У грудні 2017 року Шмідт одержав за вироком суду 7 років ув'язнення і 400 000 доларів штрафу[27].
- У травні 2018 року суд Детройта видав ордер на арешт Мартіна Вінтеркорна та офіційний запит на його екстрадицію з Німеччини до США. «Той, хто намагатиметься обдурити Сполучені Штати, має заплатити велику ціну» — прокоментував звинувачення міністр юстиції США Джефф Сешнс[28]. У США Вінтеркорн звинувачується по 4 пунктах, йому загрожує 25 років тюрми та 275 000 доларів штрафу, що є максимумом Кримінального Кодексу США за подібний злочин. Але німецькі спостерігачі вважають, що «м'яка» німецька юстиція не видасть Вінтеркорна США[29].
- Уранці 18 червня 2018 року німецька поліція арештувала Генерального директора підрозділу VW — компанії Audi Руперта Штадлера (Rupert Stadler). Незадовго до цього в його будинку був проведений обшук, а у лютому 2018 року обшукали його бюро у штаб-квартирі в Інгольштадті[30].

## Керівництво концерну в цитатах
- Бертольд Хубер, заступник голови Наглядової ради VW AG:|  | Тестові маніпуляції є для Volkswagen'а моральною і політичною катастрофою. Протиправна поведінка конструкторів і технічних фахівців відділення розробки двигунів шокувала Volkswagen так само як і громадськість. Ми можемо тільки вибачитися і попросити клієнтів, громадськість, відомства та інвесторів надати нам шанс для виправлення провини... |

## Подібні факти
- 1998 року Агенція з охорони довкілля США вже займалася подібними справами інших автовиробників. Розслідування агентства проти компаній Honda і Ford закінчилися виплатами ними штрафів у 267 млн та 7,8 млн дол. відповідно.

## Картельна змова
У процесі розслідування німецькими слідчими органами виявилося, що масштаби злочину значно ширші, у ньому замішаний далеко не тільки Volkswagen. За свідченнями, ще в 1990-х роках між основними німецькими автовиробниками Volkswagen, Audi, Porsche, BMW і Daimler відбулася таємна картельна угода про «координування питань технологій, витрат, вибору постачальників і викидів в атмосферу».
Якщо звинувачення проти цих автовиробників підтвердяться, це буде один із найбільших картельних змов у німецькій економічній історії. Поки що керівництва концернів Daimler та Volkswagen, з метою отримання зниження покарання за власне зізнання (згідно з німецьким кримінальним кодексом), поквапилися на себе заявити німецькому Антимонопольному управлінню та подібній установі Євросоюзу. За інформацією федерального міністерства економіки ФРН, Даймлеру у цьому неоголошеному змаганні вдалося випередити конкурентів з Вольфсбургу на кілька днів. Це означає, що Volkswagen не отримує послаблення у покаранні.

### BMW
У 2015 році International Council on Clean Transportation (ICCT) провів шляховий тест, за якого модель BMW X3 xDrive 2.0d перевищила норму викиду оксиду азоту Euro-6 в 11 разів.
У лютому 2018 року прокуратура Мюнхена примусила концерн BMW відізвати 11 400 автомобілів, переважно повнопривідні варіанти моделей 5-ї серії M550d xDrive та 7-серії 750d XDrive. Німецькі ЗМІ вважають, що йдеться лише про першу хвилю відозви з ринку машин баварського автоконцерну з маніпульованим дизельним вихлопом.

### Mercedes-Benz
- Ще в травні 2017 року часопис Süddeutsche Zeitung, телеканали NDR та WDR повідомляли, що більш ніж один мільйон автомобілів Мереседес, збудованих у 2008—2016 рр. та проданих у Європі та США, мають пристрої, які маніпулюють вихлопними газами. Журналістам німецьких ЗМІ вдалося побачити ордер Штутгартського районного суду на впровадження розслідування. Це стосувалося моделей Мерседес від А-класу до S-класу, R-класу, CLS, V-класу (модель Sprinter); а також моделі сумісного виробництва з Chrysler 300C та Jeep Grand Cherokee. Йдеться про 3-літрові V-6 двигуни з фабричним індексом OM 642 та 4-циліндрові OM 651 об'ємом 1,8 та 2,1 літри. Штуттгартська прокуратура зробила обшуки бюро концерну у різних федеральних землях Німеччини. Всього було задіяно 23 прокурори та 230 поліцейських, обшукані 11-ти будівлі концерну Daimler AG.[37]
- 11 червня 2018 року генеральний директор концерну Daimler AG Дітер Цетше (Dieter Zetsche) був викликаний до федерального міністерства транспорту ФРН. Це вже була друга поспіль зустріч цього року. Раніше концерн не визнавав своєї провини, але цього разу погодився співпрацювати з автотранспортним управлінням міністерства.
Міністр Андреас Шоер (Andreas Scheuer) вказав, що Daimler має відкликати в Німеччині 238 000 дизельних авто з маніпульованим вихлопом. Це стосується переважно моделей Vito, C-клас та SUV-моделі Mercedes-GLS[de] з двигунами індексації 220d. Протягом двох тижнів Daimler повинен представити Федеральному управлінню автотранспорту (KBA) конкретні технічні рішення проблем з вихлопном моделі Mercedes Vito з 1,6-л дизельним двигуном (індекс ОМ 622) і до 15 червня 2018 року їх реалізувати.
Загалом у Європі вже продано 774 000 автомобілів зі встановленою подібною «системою керування очистки вихлопу». Перевірка інших моделей Мерседеса міністерством триває[38]. За словами Цетше питання про 5000 євро штрафу за кожне маніпульоване авто, яким міністерство погрожувало концерну, поки що знято[39].
- У США станом на лютий 2018 року концерн продав один мільйон автомобілів із небачно високими викидами забруднюючих речовин[37].
У дорожньому русі ці авто перевищували граничні значення оксиду азоту більш ніж у десять разів. Американські слідчі встановили, що у машин Daimler'а працює кілька програмних функцій, які були розроблені в основному для задоволення вимог сучасних тестів вихлопних газів США. Наприклад, функція Bit 15 була запрограмована таким чином, що відмикала «чистий» режим після 26 кілометрів пробігу. Крім того, слідчі США натрапили на ще одну підозрілу функцію, на так звану Slipguard, яка виявляє на основі швидкості або прискорення значення, чи транспортний засіб знаходиться на випробувальному стенді або на дорозі[40].

## У популярній культурі
- Існує npm-пакет volkswagen який, коли виявляє що тести запущено в системі неперервної інтеграції робить так що вони проходяться[41].